# Ефремово (Каснянское сельское поселение)
Ефремово — деревня в Вяземском районе Смоленской области России. Входит в состав Каснянского сельского поселения. Население — 1 житель (2007). 
Расположена в восточной части области в 16 км к северу от Вязьмы, в 8 км восточнее автодороги Р134 «Старая Смоленская дорога» Смоленск — Дорогобуж — Вязьма — Зубцов, на берегу реки Касня. В 4 км западнее деревни расположена железнодорожная станция Касня на линии Вязьма — Ржев. 

## История
В годы Великой Отечественной войны деревня была оккупирована гитлеровскими войсками в октябре 1941 года, освобождена в марте 1943 года. 